# Кезіах Вендорп
Кезіах Вендорп (нід. Keziah Veendorp, нар. 17 лютого 1997, Саппемеер, Нідерланди) — нідерландський футболіст індонезійського походження, центральний захисник клубу «Еммен».

## Ігрова кар'єра

### Клубна
Кезіах Вендорп починав гратиу футбол у клубах аматорського рівня. У 2008 році він приєднався до футбольної академії клубу «Гронінген», де тривалий час виступав за молодіжну команду. У 2016 році Веендорп був включений до заявки першого складу. Свою дебютну гру в основі захисник провів у лютому 2016 року у виїзному матчі проти АЗ.
У липні 2017 року Вендорп як вільний агент перейшов до клубу «Еммен», де одразу зайняв постійне місце в основі команди. Разом з командою Веендорп пограв і в Ередивізі і в Еерстедивізі.

### Збірна
З 2013 по 2014 роки Кезіах Веендорп грав у складі юнацьких збірних Нідерландів.

## Досягнення
Еммен
- Переможець Еерстедивізі: 2021/22